# Белышев, Александр Викторович
Алекса́ндр Ви́кторович Бе́лышев (25 июля [6 августа] 1893, Вязниковский уезд, Владимирская губерния — 29 августа 1974, Ленинград) — балтийский матрос, первый комиссар крейсера «Аврора» в октябре 1917 года, непосредственно отдал приказ о холостом залпе, который послужил сигналом к началу Октябрьской социалистической революции (непосредственно команду выполнил комендор крейсера — Евдоким Огнев).

## Биография
Родился 25 июля (6 августа) 1893 года в деревне Клетнево Вязниковского уезда Владимирской губернии (ныне Шуйский район Ивановской области) в семье сапожника. Деревни Клетнёво уже не существует, но она находилась недалеко от административного центра — села Васильевского, где сейчас действует сельский краеведческий музей, в котором бывал А. В. Белышев, приезжая на родину. Музей хранит сведения о земляке.
В 1909—1913 годах учился в техническом училище Мальцева во Владимире (в честь этого на здании установлена мемориальная доска). Работал слесарем на текстильной фабрике в Нерехте.
Начал службу матросом на Балтийском флоте в 1913 году, летом 1914 переведён машинистом первой статьи на «Аврору». Один из организаторов матросского мятежа на «Авроре» 27—28 февраля 1917 года, сопровождавшегося убийством командира корабля, капитана первого ранга Никольского. В марте 1917 года вступил в РСДРП(б), был избран представителем от крейсера в Центробалте. 3 апреля с командой «Авроры» встречал у Финляндского вокзала возвратившегося из эмиграции Ленина. В начале сентября был избран председателем судового комитета. 24 октября (6 ноября) 1917 Военно-революционный комитет назначил Белышева комиссаром «Авроры». В дни Великой Октябрьской социалистической революции по указанию ВРК обеспечил переход крейсера к Николаевскому мосту для поддержки восставших.
После демобилизации с флота в 1918 году некоторое время жил в Петрограде. В конце 1918 года вернулся на родину. Работал слесарем-механиком на 2-м Государственном авторемонтном заводе в Родниках. Избирался председателем Иваново-Вознесенского губернского отдела профсоюза транспортных рабочих. С января по декабрь 1922 года был управляющим губернского транспортного отдела. В сентябре 1923 года переехал в Петроград. Работал на телефонном заводе «Красная заря», где его избрали членом бюро партийной организации и председателем заводского комитета профсоюза. В 1929—1931 годах был заместителем директора центральной лаборатории проводной связи. В 1935 окончил Ленинградскую промакадемию и работал по специальности, главный механик завода «Ленэнерго».
Персональный пенсионер.
Скончался 29 августа 1974 года в Ленинграде. Похоронен на Большеохтинском кладбище.

## Память
- Именем Александра Викторовича названа улица в Санкт-Петербурге.
- В корабельном музее крейсера «Аврора» установлен бронзовый бюст А. В. Белышева[2].

|                                                                                 |                                                                       |                                                                      |
| Мемориальная доска на доме № 33 по Большой Пороховской улице в Санкт-Петербурге | Мемориальная доска на здании Владимирского авиамеханического колледжа | Могила А. В. Белышева на Большеохтинском кладбище в Санкт-Петербурге |

## Адреса в Ленинграде
1959—1974 годы — Большая Пороховская улица, дом 33.

## Киновоплощения
- «Залп «Авроры»» (1965) — Кирилл Лавров